# Цакканополі
Цакканополі (італ. Zaccanopoli, сиц. Zaccanòpuli) — муніципалітет в Італії, у регіоні Калабрія,  провінція Вібо-Валентія.
Цакканополі розташоване на відстані близько 470 км на південний схід від Рима, 65 км на південний захід від Катандзаро, 14 км на захід від Вібо-Валентії.
Населення — 757 осіб (2014).
Щорічний фестиваль відбувається 5 серпня. Покровитель — Madonna della Neve.

## Демографія
Населення за роками:

Станом на 1 січня 2023 року в муніципалітеті офіційно проживало 30 іноземців з 5 країн, серед них 13 громадян країн Євросоюзу.

## Сусідні муніципалітети
- Бріатіко
- Драпія
- Паргелія
- Цамброне
- Цунгрі